# Flottasjön (Dorotea socken, Lappland)
Flottasjön är en sjö i Dorotea kommun i Lappland och ingår i Ångermanälvens huvudavrinningsområde. Sjön har en area på 0,106 kvadratkilometer och ligger 575,9 meter över havet.

## Delavrinningsområde
Flottasjön ingår i det delavrinningsområde (717163-149384) som SMHI kallar för Utloppet av Stor-Arksjön. Medelhöjden är 459 meter över havet och ytan är 74,05 kvadratkilometer. Räknas de 85 avrinningsområdena uppströms in blir den ackumulerade arean 586,76 kvadratkilometer. Näsån (Långselån) som avvattnar avrinningsområdet har biflödesordning 3, vilket innebär att vattnet flödar genom totalt 3 vattendrag innan det når havet efter 266 kilometer. Avrinningsområdet består mestadels av skog (83 procent). Avrinningsområdet har 9,09 kvadratkilometer vattenytor vilket ger det en sjöprocent på 12,3 procent.